# Hans Ulrich Lehmann
Hans Ulrich Lehmann (Bienne, 4 de mayo de 1937-Zollikon, 26 de enero de 2013) fue un compositor de música de clásica suizo.
Hans Ulrich Lehmann estudió violonchelo en el Conservatorio de Biel de su ciudad natal y teoría musical con Paul Müller-Zürich en la Escuela Superior de las Artes de Zúrich. Desde 1960 hasta 1963 recibió clases de composición con Pierre Boulez y Karlheinz Stockhausen en la Academia de Música de la Ciudad de Basilea. Estudió también musicología con Kurt von Fischer en la Universidad de Zúrich. De 1961 a 1972 fue lector de la Academia de Música de Basilea y desde 1969 hasta 1990 lector para la Neue Musik y teoría musical en la Universidad de Zúrich y desde 1990 en la Universidad de Berna. Entre sus estudiantes figuran nombres como Wolfram Schurig, Manuel Hidalgo, Hwang Long Pan, Stefan Keller, Gérard Zinsstag, Alfred Zimmerlin, Mischa Käser, Thomas Gartmann o Max E. Keller. De 1976 a 1998 fue director de la Escuela Superior de las Artes de Zúrich. De 1983 a 1986 fue presidente de la Asociación de Músicos de Suiza y de 1991 a 2011 presidente de SUISA.
Hans Ulrich Lehmann creó de 1960 a 2011 una producción considerable de alrededor de 125 obras que incluye obras a gran escala y miniaturas que definen la esencia de su estilo contemporáneo.